# Big Music Quiz
Big Music Quiz – polski program rozrywkowy oparty na francuskim formacie The Big Music Quiz (którego oryginał nadawano na kanale TF1) emitowany w roku 2018 na antenie TVP1 (początkowo TVP2). Jego prowadzącym był showman i piosenkarz Sławomir Zapała.
Pierwszy odcinek programu oglądało 2,36 mln widzów.

## Zasady gry
W programie biorą udział gwiazdy polskiego show-biznesu jak np. aktorzy, piosenkarze, ludzie kultury i telewizji oraz inni celebryci.
Do gry przystępuje ośmioro graczy – osób znanych ze świata show-biznesu, zawsze cztery kobiety i czterej mężczyźni.

### Zasady poszczególnych rund
Wasza rozgrzewka
W początkowym etapie gry każdy gra wyłącznie na swoje konto. W studio odtwarzany jest fragment pewnej piosenki, a zadaniem uczestników jest napisanie na tabletach artysty, który wykonuje dany utwór w oryginale. Za poprawne wskazanie przyznaje się 2 pkt. Jeżeli zawodnik nie potwierdzi swojej odpowiedzi w ciągu piętnastu sekund, to pojawiają się cztery możliwości, z których tylko jedna jest poprawna. Czas na decyzję w tym przypadku to już tylko pięć sekund (co daje razem 20 sekund na zastanowienie), a za wskazanie właściwego wykonawcy przyznaje się 1 pkt. Za udzielenie błędnej odpowiedzi lub jej niepodanie nie przyznaje się żadnych punktów, nie ma też punktów karnych. Przy ostatniej – szóstej – zagadce nie ma wariantów odpowiedzi, można jednak zdobyć 4 pkt. Dwie osoby z najlepszym wynikiem (w przypadku remisu punktowego  o zwycięzcy decyduje czas udzielania odpowiedzi) zostają kapitanami dwóch rywalizujących ze sobą w dalszej części rozgrywki drużyn. Kompletowane są one poprzez naprzemienny wybór poszczególnych członków przez kapitanów (prowadzący często żartuje, że wracają na lekcje WF-u).
Znane inaczej grane
Celem wciąż jest odgadnięcie oryginalnego wykonawcy prezentowanego utworu. Jest on jednak grany nieco inaczej, bo m.in. na niecodziennym instrumencie (np. zrobionym z warzywa) bądź wykonywany przez zespół ludowy. Zazwyczaj wtedy tekst piosenek nie jest śpiewany. Na koniec zaprasza się również jednego uczestnika do zadania zagadki pozostałym graczom. Drużyny do odpowiedzi zgłaszają się systemem kto pierwszy, ten lepszy, na odgadnięcie jest 30 sekund, jednak do odpowiedzi można się zgłaszać dopiero po upływie pierwszych siedmiu. Za poprawne wskazanie drużyna otrzymuje 2 pkt. Na koniec zaprasza się również niektóre gwiazdy odcinka do zadania zagadki pozostałym graczom.
Fałszywe dźwięki
Zasady zgłaszania się do odpowiedzi i punktacja podobne są do rundy drugiej. Modyfikacją charakterystyczną dla tej rundy jest fakt, że piosenki są nucone lub „mruczane” przez osoby ze słuchawkami na uszach. Na koniec zaprasza się również niektóre gwiazdy odcinka do zadania zagadki pozostałym graczom.
Twoja lista osobista (tylko 1. seria)
Powrót zasad z rundy 1., z tym, że wszystkie utwory dopasowane są do gustu muzycznego któregoś z uczestników.
Wykręcone dźwięki
W tej rundzie zadawane są cztery zagadki, po jednej dla każdej z rywalizujących par (zawodnicy z przeciwnych drużyn siedzący na odpowiadających sobie krzesłach). Ich zadaniem jest podać oryginalnego wykonawcę utworu, który grany jest po zniekształceniu, np. od tyłu, podwyższony o ton, przyspieszony, spowolniony, itp. Za poprawną odpowiedź można otrzymać 2 pkt; wyjątek stanowi gra kapitanów (jako ostatnia), podczas której to prowadzący ustala stawkę (zwykle tak, że od tej jednej piosenki zależy zwycięstwo drużyny w grze).
Finał
Każdy gracz ze zwycięskiej grupy ma 60 sekund, aby odgadnąć w tym czasie jak najwięcej wykonawców granych utworów. W przypadku remisu urządzana jest dogrywka systemem kto pierwszy ten lepszy.

### Nagrody
Zwycięzca odcinka otrzymuje Złotą płytę programu »Big Music Quiz«, a od siódmego odcinka także 10 000 zł do przekazania na wybrany cel charytatywny.

## Emisja programu
| Seria        | Seria | Odcinki    | Premiera (TVP2 / TVP1) | Premiera (TVP2 / TVP1) | Premiera (TVP2 / TVP1) | Premiera (TVP2 / TVP1) | Premiera (TVP2 / TVP1) | Premiera (TVP2 / TVP1) |
| Seria        | Seria | Odcinki    | Sezon                  | Początek emisji        | Koniec emisji          | Pora emisji            | Stacja telewizyjna     | Średnia oglądalność    |
| ------------ | ----- | ---------- | ---------------------- | ---------------------- | ---------------------- | ---------------------- | ---------------------- | ---------------------- |
|              | 1.    | 1–12 (12)  | wiosna 2018            | 11 marca 2018          | 25 maja 2018           | niedziela 20.05        | TVP2                   | 1,3 mln                |
| piątek 21.35 | 1.    | 1–12 (12)  | wiosna 2018            | 11 marca 2018          | 25 maja 2018           | TVP1                   |                        | 1,3 mln                |
|              | 2.    | 13–24 (12) | jesień 2018            | 14 września 2018       | 14 grudnia 2018        | TVP1                   | piątek 21.30           | 1,0 mln                |

Wszystkie odcinki programu nadawca udostępniał po ich premierze w serwisie TVP VOD. Wkrótce wycofano je z platformy.

## Lista odcinków
Seria pierwsza
| Numer w serii | Numer ogółem | Goście odcinka | Data emisji      | Zwycięzca            |
| ------------- | ------------ | --- | ---------------- | -------------------- |
| 1.            | 1.           | Otylia Jędrzejczak, Olga Frycz, Piotr Kupicha, Norbi, Marzena Rogalska, Grzegorz Halama, Antoni Królikowski, Katarzyna Bujakiewicz                    | 11 marca 2018    | Olga Frycz           |
| 2.            | 2.           | Marek Molak, Joanna Kurowska, Mariusz Ostrowski, Joanna Jabłczyńska, Rafał Cieszyński, Maja Bohosiewicz, Andrzej Krzywy, Alżbeta Lenska               | 18 marca 2018    | Marek Molak          |
| 3.            | 3.           | Kamil Baleja, Daria Widawska, Paweł Królikowski, Małgorzata Ostrowska-Królikowska, Marek Kaliszuk, Aleksandra Szwed, Marek Sierocki, Anna Dereszowska | 25 marca 2018    | Marek Kaliszuk       |
| 4.            | 4.           | Rafał Maślak, Agnieszka Włodarczyk, Łukasz Nowicki, Izabella Krzan, Krzysztof Jankowski, Marta Bryła, Stanisław Karpiel-Bułecka, Monika Lewczuk       | 1 kwietnia 2018  | Agnieszka Włodarczyk |
| 5.            | 5.           | Magda Steczkowska, Katarzyna Kołeczek, Olga Szomańska, Kasia Cerekwicka, Marcin Kołaczkowski, Krzysztof Tyniec, Mateusz Banasiuk, Jakub Molęda        | 6 kwietnia 2018  | Marcin Kołaczkowski  |
| 6.            | 6.           | Bartosz Obuchowicz, Artur Chamski, Jerzy Nogal, Mateusz Ziółko, Iga Krefft, Ewa Kasprzyk, Anna Matysiak, Katarzyna Ankudowicz                         | 13 kwietnia 2018 | Ewa Kasprzyk         |
| 7.            | 7.           | Elżbieta Romanowska, Agata Nizińska, Monika Mazur, Grażyna Wolszczak, Kevin Aiston, Marcin Cejrowski, Leszek Stanek, Michał Wiśniewski                | 20 kwietnia 2018 | Monika Mazur         |
| 8.            | 8.           | Edyta Herbuś, Marta Chodorowska, Wanda Kwietniewska, Anna Jurksztowicz, Jarosław Jakimowicz, Kacper Kuszewski, Andrzej Supron, Stefano Terrazzino     | 27 kwietnia 2018 | Edyta Herbuś         |
| 9.            | 9.           | Marta Manowska, Piotr Gąsowski, Monika Dryl, Mariusz Pudzianowski, Kasia Moś, Maciej Miecznikowski, Majka Jeżowska, Maciej Radel                      | 4 maja 2018      | Marta Manowska       |
| 10.           | 10.          | Barbara Kurdej-Szatan, Rafał Szatan, Joanna Moro, Krzysztof Kasowski, Edyta Jungowska, Marcin Rogacewicz, Ewelina Lisowska, Tomasz Kammel             | 11 maja 2018     | Tomasz Kammel        |
| 11.           | 11.          | Magdalena Waligórska-Lisiecka, Marcin Urbaś, Hanna Śleszyńska, Robert Rozmus, Kaja Paschalska, Tomasz Tylicki, Katarzyna Żak, Mariusz Czerkawski      | 18 maja 2018     | Robert Rozmus        |
| 12.           | 12.          | Dominika Grosicka, Karolina Bojar, Maciej Kurzajewski, Natalia Jakuła, Natalia Siwiec, Przemysław Cypryański, Rafał Mroczek, Sebastian Mila           | 25 maja 2018     | Dominika Grosicka    |

Seria druga
| Numer w serii | Numer ogółem | Goście odcinka | Data emisji          | Zwycięzca           |
| ------------- | ------------ | --- | -------------------- | ------------------- |
| 1.            | 13.          | Sonia Bohosiewicz, Maja Hyży, Joanna Sydor, Ewa Kuryło, Łukasz Zagrobelny, Paweł Orleański, Piotr Pręgowski, Marcin Janos Krawczyk                            | 14 września 2018     | Sonia Bohosiewicz   |
| 2.            | 14.          | Ewelina Serafin, Dorota Chotecka-Pazura, Dorota Deląg, Cyber Marian, Izabela Kapiasova, Robert Moskwa, Radosław Pazura, Paweł Deląg                           | 21 września 2018     | Radosław Pazura     |
| 3.            | 15.          | Paulina Holtz, Sebastian Stankiewicz, Anna Karczmarczyk-Litwin, Marcin Miller, Katarzyna Dereń, Dariusz Kordek, Malwina Bielicka, Maciej Makowski             | 5 października 2018  | Malwina Bielicka    |
| 4.            | 16.          | Daniel Kuczaj, Stanisław Banasiuk, Piotr Zelt, Bartłomiej Kasprzykowski, Karolina Nowakowska, Tamara Arciuch, Kasia Popowska, Katarzyna Ptasińska             | 12 października 2018 | Kasia Popowska      |
| 5.            | 17.          | Jacek Lenartowicz, Jacek Kopczyński, Bogusław Kudłek, Mateusz Grędziński, Izabela Trojanowska, Magdalena Wójcik, Maria Niklińska, Katarzyna Sowińska          | 19 października 2018 | Mateusz Grędziński  |
| 6.            | 18.          | Dawid Czupryński, Szymon Chodyniecki, Bilguun Ariunbaatar, Conrado Moreno, Kalina Hlimi-Pawlukiewicz, Aneta Todorczuk-Perchuć, Sylwia Gliwa, Natalia Janoszek | 26 października 2018 | Conrado Moreno      |
| 7.            | 19.          | Dariusz Wieteska, Nick Sinckler, Radosław Liszewski, Mateusz Mijal, Dominika Ostałowska, Katarzyna Galica, Agata Biernat, Małgorzata Lewińska                 | 9 listopada 2018     | Małgorzata Lewińska |
| 8.            | 20.          | Tomasz Ciachorowski, Filip Lato, Andrzej Młynarczyk, Michał Milowicz, Jula, Agata Konarska, Gosia Andrzejewicz, Ida Nowakowska                                | 16 listopada 2018    | Agata Konarska      |
| 9.            | 21.          | Antek Smykiewicz, Mariusz Czajka, Wojciech Majchrzak, Paweł Stasiak, Aleksandra Kostka, Olga Borys, Agnieszka Wielgosz, Zofia Zborowska                       | 23 listopada 2018    | Antek Smykiewicz    |
| 10.           | 22.          | Tomasz Mandes, Adam Zdrójkowski, Robert Wabich, Sławomir Uniatowski, Anna Gzyra, Anna Popek, Aleksandra Nizio, Ada Fijał                                      | 30 listopada 2018    | Aleksandra Nizio    |
| 11.           | 23.          | Bogdan Kalus, Jacek Rozenek, Michał Sitarski, Roksana Gąska, Adrianna Biedrzyńska, Joanna Derengowska, Katarzyna Klich, Mateusz Szymkowiak                    | 7 grudnia 2018       | Roksana Gąska       |
| 12.           | 24.          | Jacek Borkowski, Marek Siudym, Andrzej Deskur, Wojciech Solarz, Olga Sarzyńska, Izabela Zwierzyńska, Marcjanna Lelek, Julia Wróblewska                        | 14 grudnia 2018      | Olga Sarzyńska      |